# Leeds (ancienne circonscription fédérale)
Pour les articles homonymes, voir Leeds (homonymie).
Leeds fut une circonscription électorale fédérale de l'Ontario, représentée de 1904 à 1979.
La circonscription de Leeds a été créée en 1903 à partir de Leeds-Nord et Grenville-Nord et Leeds-Sud. Abolie en 1976, elle fut redistribuée parmi Lanark—Renfrew—Carleton et Leeds—Grenville.

## Géographie
En 1903, la circonscription de Leeds comprenait:
- Le comté de Leeds, excluant les territoires de la circonscription de Brockville

En 1914, la circonscription comprenait l'ensemble du comté de Leeds, incluant la ville de Brockville.

## Députés
1. 1904-1911 — George Taylor, CON
2. 1911-1921 — William Thomas White, CON
3. 1921-1940 — Hugh Alexander Stewart, CON
4. 1940-1945 — George Taylor Fulford, PLC
5. 1945-1949 — George Robert Webb, PC
6. 1949-1953 — George Taylor Fulford, PLC (2)
7. 1953-1961 — Hayden Stanton, PC
8. 1961-1968 — John Ross Matheson, PLC
9. 1968-1972 — Desmond Morton Code, PC
10. 1972-1979 — Thomas Charles Cossitt, PC

- CON = Parti conservateur du Canada (ancien)
- PC = Parti progressiste-conservateur
- PLC = Parti libéral du Canada